# Кадифена потапница
Кадифената потапница (Melanitta fusca), е сравнително дребна птица от семейство Патицови (Anatidae), разред Гъскоподобни (Anseriformes). Тежи между 0,8 и 2 кг, дължина на тялото 48-57 cm, размах на крилете 95 cm. Слабо изразен полов диморфизъм. Плува и се гмурка много добре.

## Разпространение
Гнезди в северните части на Европа, Азия и Северна Америка. Зимува в района на Балканския полуостров (включително и в България), Великобритания и южните части на Северна Америка. Обитава езера и реки в тундрата и тайгата.

## Начин на живот и хранене
Храни се предимно с животинска храна, дребни безгръбначни, риби. По време на хранене се гмурка до около 14 m дълбочина и прекарва под водата повече от минута.

## Размножаване
Моногамна птица. Гнезди в близост на няколко метра до водата в обрасли с растителност участъци и под някой гъст храст. Снася 5-17 кремави яйца, с размери 72 х 48 mm и маса около 92 гр. Мъти само женската в продължение на 25-31 дни. Малките се излюпват достатъчно развити за да могат да се придвижват и хранят сами. Годишно отглежда едно люпило.

## Допълнителни сведения
Защитен вид на територията на България, който за дълго време не се наблюдава в българските езера. През декември 2018 г. от петнадесет години насам за пръв път са забелязани кадифени потапници.